# Edvard Moritz

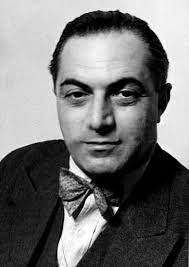
Edvard Moritz

Edvard Moritz (eigenlijk: Eduard Moritz) (Hamburg, 23 juni 1891 – New York, 30 september 1974) was een Duits-Amerikaans componist, muziekpedagoog, dirigent, violist en pianist. Hij was de zoon van het echtpaar Ernst Moritz (koopman en winkelier) en zijn vrouw Fanny Moritz. Voor bepaalde werken gebruikte hij het pseudoniem Herbert Loé alsook een naamvariatie Edward Moritz.

## Levensloop
Moritz kreeg als kind muziek- en vioolles bij Heinrich Bandler, toen concertmeester van het filharmonisch orkest van Hamburg. Vanaf 1909 studeerde hij in Parijs bij Martin Marsick (viool) en bij Louis-Joseph Diémer (piano). Volgens Erich H. Müller studeerde hij ook bij Claude Debussy, alhoewel die geen compositielessen gaaf. In Berlijn studeerde hij viool bij Carl Flesch, piano bij Ferruccio Busoni en compositie bij Paul Juon; verder studeerde hij in Leipzig bij Arthur Nikisch orkestdirectie.
Moritz bleef woonachtig in Berlijn en ging vandaar op concertreizen als violist en later vooral als gastdirigent in andere steden en in het buitenland (Engeland, Frankrijk, Spanje, Portugal en Italië). Langzamerhand begon hij ook te componeren. In 1919 ging zijn Burleske op. 9 door de Berliner Philharmoniker onder leiding van Arthur Nikisch in première. Na de overname van de politieke macht door de Nationaalsocialistische Duitse Arbeiderspartij in 1933 werd Moritz vanwege zijn Joodse afkomst vervolgd en gedwongen zijn werkzaamheden op evenementen van de Joodse cultuurbond te bepalen. In 1934 verzorgde hij als altviolist huisconcerten met kamermuziek in Hamburg; in 1934/1935 was hij dirigent van het nieuw opgerichte Joodse kamerorkest in Hamburg, waarin bekende Joodse professionele muzikanten en solisten meewerkten zoals Ilse Urias, Jakob Sakom en Hertha Kahn. Dit orkest financierde zich vooral door optredens bij de Joodse gezelschap voor kunst en wetenschap. Het speelde tijdens deze concerten ook werken van Moritz zelf, bijvoorbeeld Streicher Scherzo op 10 november 1934. In 1936 werd een nieuw strijkorkest opgericht, dat door Moritz gedirigeerd werd. In Berlijn was hij in 1936/1937 eveneens dirigent van het Joodse kamerorkest Berlijn.
Alhoewel hij eerste als zogenoemd niet-arisch lid opgenomen was, werd hij op 19 augustus 1935 uit deze beroepsorganisatie verwijderd, wat gelijk te stellen was met een beroepsverbod. Hij werd in 1935 in de zogenoemde Goebbels-Lijst opgenomen, die voor de censuur diende.
In september 1937 reisde hij met een visum uit Göteborg met het schip "S.S. Königstein - Arnold Bernstein Line" vanaf Antwerpen naar New York. Aldaar debuteerde hij op 2 mei 1938 met het Edvard Moritz Chamber Orchestra in de Town Hall. Vanaf 1940 werd hij docent voor piano en compositie aan de La Follette School of Music in New York. Een van zijn studenten aldaar was de popzanger Bobby "Chain Gang" Scott. In 1943 werd hij genaturaliseerd.

## Composities

### Werken voor orkest
- 1919 Burleske, voor orkest, op. 9
- voor 1925 Kammersymphonie nr. 1, op. 30
- 1934 Streicher Scherzo, voor strijkorkest
- 1944 Yemenite Suite, voor orkest
- American overture
- Concerto grosso
- Italian overture
- Kammersymphonie nr. 2, op. 34
- Nachtmusik, op. 17
- Per Klingende Garten, voor bariton en orkest
- Symfonie in c mineur

#### Concerten voor instrumenten en orkest
- Concert, voor viool en orkest, op. 21
- Concert, voor piano en orkest
- Concert, voor 2 violen en orkest
- Concert, voor altsaxofoon en orkest, op. 97
- Concert, voor altviool en orkest, op. 98
- Concert, voor cello en orkest
- Dubbelconcert, voor viool, cello en orkest

### Werken voor harmonieorkest
- 1927 Concert, voor harmonieorkest, op. 55
- Divertimento, voor harmonieorkest en harp

### Muziektheater

#### Opera's
| Voltooid in | titel                               | aktes       | première | libretto |
| ----------- | ----------------------------------- | ----------- | -------- | -------- |
|             | Circe (of: Über allen Zauber Liebe) | 3 bedrijven |          |          |

#### Balletten
| Voltooid in | titel                   | aktes  | première | libretto | choreografie |  |
| ----------- | ----------------------- | ------ | -------- | -------- | ------------ |  |
|             | Die Dschinnijah, op. 31 | 1 akte |          |          |              |  |

### Vocale muziek

#### Cantates
- ca. 1933 Der ewige Ruf, cantate voor alt en strijkkwartet, op. 60 - tekst: Grete Gulbranson, Paul Verlaine, Rondell en Oskar Loerke

#### Werken voor koor
- voor 1921 Empfängnis, suite voor sopraan solo en vrouwenstemmen a capella, op. 3 - tekst: (deel 2) Hans Bethge
- voor 1921 Zwei Chöre, voor vier vrouwenstemmen (soli of koor) a capella, op. 4

#### Liederen
- 1918 Quartett, voor 2 violen, altviool en cello met sopraan solo, op. 10 - tekst: Anton Lindner en Oscar Loerke
- voor 1921 Fünf Lieder, voor zangstem en piano, op. 5
- voor 1921 Fünf Lieder, voor zangstem en piano, op. 6
- voor 1921 Drie duetten, voor sopraan, alt en piano, op. 8
- voor 1921 Vier Chinese liederen, voor zangstem en piano, op. 15
- voor 1925 Vier ernste Lieder, voor zangstem en piano, op. 18 - tekst: Rainer Maria Rilke, Lucie Hecht en Anton Wildgans
- voor 1925 Drei heitere Lieder, voor zangstem en piano, op. 19 - tekst: Camill Hoffmann, Alexander von Bernus, Ludwig Finckh
- voor 1925 Vijf Chinese liederen, voor zangstem en piano, op. 26 - tekst: Richard Wilhelm, Klabund, Hans Bethge
- voor 1925 Vier Fabeln von Gotthold Ephraim Lessing, voor zangstem en piano, op. 28
- 1925 Unter der Linden, aria voor hoge sopraan, dwarsfluit en harp, op. 31 - tekst: Walther von der Vogelweide, nadichting: Christian Morgenstern
- ca. 1925 Zwei Duette aus "Des Knaben Wunderhorn", voor coloratuursopraan en tenor met piano, op. 32
- 1930 Die Beständigen, voor zangstem en piano - tekst: Alfred Henschke (1890-1928), gebaseerd op de Chinese tekst: Li-Tai-Po (701-762)
- 1939 Fire and Ice, voor zangstem en piano - tekst: Robert Frost
- 1939 I feel me near to some high thing, voor zangstem en piano - tekst: William Ellery Leonard
- 1939 Improvisation, voor zangstem en piano - tekst: Alfred Kreymborg
- 1939 You and I, voor zangstem en piano - tekst: Ludwig Lewisohn
- Gitanjali, 3 gezangen voor bariton en orkest, op. 27
- Vier Lieder nach Texten von George A. Goldschlag, voor zangstem en piano, op. 75
  1. Chinesisches Lied
  2. Wie sinnlos traurig...
  3. Prophet
  4. Kanonierlied

### Kamermuziek
- 1921 Scherzo, voor viool en piano, op. 2
- 1924 Suite, voor cello solo, op. 20a
- 1924 Suite, voor altviool solo, op. 20b
- voor 1925 (Piano-)Kwintet, voor 2 violen, altviool, cello en piano, op. 23
- voor 1925 Strijkkwartet nr. 1, op. 25
- voor 1925 Drei Capricen, voor viool en piano, op. 29
- voor 1925 Fünf Stücke, voor viool en piano, op. 33
- 1926 Strijkkwartet nr. 2 in A majeur, op. 27?
- 1928 Blaaskwintet, op. 41
- 1928 Kleine Sonate, voor dwarsfluit en piano, op. 49
- 1937 Blues: concert-piece, voor viool en piano, op. 54
- 1939 Sonate, voor altviool en piano, op. 83
- 1939 Sonate, voor viool en piano, op. 84
- 1939 Sonate, voor viool en piano, op. 85
- 1939 Sonate nr. 1 in Es majeur, voor altsaxofoon en piano, op. 96
- 1940 Andante, voor saxofoonkwartet
- 1941 Soloflight, voor trompet en piano
- 1942 Divertimento, voor drie bes-klarinetten
- 1942 Concerto - as played by Gregor Piatigorsky, voor cello en piano, op. 106
- 1956 Divertimento, voor dwarsfluit, klarinet en fagot, op. 150
- 1960 Pavane, voor klarinet en piano
- 1960 Scherzo, voor fagot en piano, op. 104b
- 1963 Blaaskwintet nr. 2, op. 169
- 1968 Quartet, voor saxofoonkwartet, op. 181
- 1968 Blaaskwintet,
- 1969 Intermezzo, voor altsaxofoon en piano, op. 103,
- Kwintet, voor altsaxofoon en strijkkwartet, op. 99
- Quartet, voor saxofoonkwartet, op. 81
- Sonate nr. 2, voor altsaxofoon en piano
- La danse d’Edna, potpourri voor 5 blazers

### Werken voor piano
- 1917 Vier pianostukken, op. 1
- 1918 Drie intermezzi, op. 12
- 1921 Scherzo in C majeur, op. 16
- 1925 Vier stukken, op. 22
- 1926 Vier stukken, op. 35
- 1932 Karussel
- 1940 Keyboard caricatures - 7 impressions
- 1945 Animated Intervals: Eight little promenades